# Kat (tuinbouwvoertuig)

Kat - tuinbouwvoertuig

De kat is een multifunctionele tractor die in 1949 door Alfons Van den Eynde ontwikkeld is voor de Mechelse groentestreek. De hoge ligging en asbreedte maakte het mogelijk om zonder schade aan te richten in de voren van de karakteristieke Mechelse velden met verhoogde groentebedden (de 'gewenten') te rijden.
Door dezelfde uitvinder is ook de ezel ontwikkeld, een eenvoudigere en goedkopere versie van de kat.

## Oorsprong naam
De naam Kat komt van Katelijne, de gebruikte afkorting van Sint-Katelijne-Waver (meer bepaald de deelgemeente, met "Waver" of Onze-Lieve-Vrouw-Waver gefuseerd tot de gemeente Sint-Katelijne-Waver).

## Beschrijving
De chauffeur zit op een stoeltje voor de laadbak. Hij kan uit vijf versnellingen kiezen en met een hendel tussen twee- en vierwielaandrijving schakelen. Het laadplatform kan achteruit, links en rechts kippen. De kat kan zeer traag rijden waardoor het voertuig ook zonder bestuurder door kan rijden terwijl men op het land werkt.
Zijn hoge ligging en spoorbreedte van ca. 1,80 meter maakt het geschikt om zonder schade aan te richten in de voren van velden met gewenten te rijden.
Door zijn krachtige motor was de kat ook bruikbaar als ploeg. Hij werd ook gebruikt voor het vervoer van goederen naar veilingen, hoewel dat door gebrek aan vering niet zo comfortabel was.

## Ontstaansgeschiedenis
De ezel en de kat zijn ontwikkeld door Alfons Van den Eynde, beter bekend als Fonne van de smed, een uitvinder binnen een familie van ijzersmeden te Sint-Katelijne-Waver.
In 1947 of 1948 ontwierp Van den Eynde op vraag van ene M. Bernaerts een kleine, vierwielige trekker. Het laadvlak stond boven de vier te kleine wielen, afkomstig uit een Engelse legerjeep, afgedankt na de oorlog. Vier goed zichtbare aandrijfkettingen vertrokken er verticaal naar de wielen. Ze waren samen met de kamwielen uit een boot gehaald. Deze eerste trekker had zeer lage versnellingen. Het bleef bij dit ene exemplaar.
Van den Eynde ontwierp in 1949 voor tuinder G. Goris een nieuwe en grotere trekker. Het was een spectaculaire machine die werd gebruikt voor diverse doeleinden. Wegens zijn grote kracht gebruikten sommige hoveniers deze voertuig om te ploegen. Het voertuig kon zeer traag rijden, wat praktisch was bij onder andere de oogst van bloemkolen op het veld: de tuinder kon de kat zonder bestuurder laten rijden terwijl op het land werd gewerkt.
Deze voertuig was de eerste tractor die in de Mechelse groentestreek in volle grond werd gebruikt, want tot dan waren de hoveniers ervan overtuigd dat een tractor voor de typische Mechelse tuinbouw op bedden onbruikbaar was. De tractor met kleine wielen, doch hoog van de grond was nu aangepast aan de velden met gewenten en voren. De trekker reed alleen in de voren zodat er geen schade werd berokkend aan de grondstructuur van de gewenten.
In de negentienvijftiger jaren begon Van den Eynde op verzoek van tuinbouwer Neel Van Camp uit Bonheiden aan de ontwikkeling van weer een nieuwe versie. Om zijn paard te vervangen wilde Van Camp een soort grote kruiwagen aangedreven door de motor van een freesmachine. Het voertuig moest dienen om de groenten van het land te halen. Het resultaat was een eenvoudiger model dan zijn voorgangers, toegespitst op het doel waarvoor het gevraagd was. Omdat deze trekker veel trager was dan een paard zou Van Camp al schertsend "Da's mijnen ezel" uitgeroepen hebben. Dat werd sindsdien in de volksmond de benaming voor zowel de eenvoudige en zwaardere versie van deze trekker.
Terwijl deze trekkers door verscheidene constructeurs vervaardigd werden, sleutelde Van den Eynde verder en kwam hij tot een nog sterker voertuig met allerlei onderdelen die hij vond op het autokerkhof van zijn broer. Zo was de laatste versie uitgerust met een tweecilinder of met een Amerikaanse viercilindermotor (merk "Lister", uit de staat Wisconsin). Het was een voertuig met vierwielaandrijving waarmee men alles kon vervoeren (zoals mest en grotere lasten), ploegen en waarmee een beerpomp in gang gezet kon worden.
De tuinders bleven met deze versie niet alleen op het land en moest er een vergunning komen om op de openbare weg te kunnen rijden. Toen de Belgische ministerie van Verkeerswezen een PVG uitgaf, werd het voertuig de merknaam Kat gegeven, als afkorting van Katelijne, omdat de fabrikant het woord ezel misplaatst zou vinden. De tuinders gingen met de kat naar de markt of veiling, iets wat weinig comfortabel was want de kat bezat geen vering. Op de baan werd met tweewielaandrijving, op het veld met kracht op de vier wielen gereden.
Sindsdien werd de benaming 'ezel' uitsluitend voor de eenvoudige versie en de 'kat' voor de zware versie gebruikt. In Sint-Katelijne-Waver reden hovenierskinderen al op zeer jonge leeftijd met de kat en ezel. Chauffeurs van tien jaar en jonger waren geen uitzondering.